# Leptothorax manni
Leptothorax manni är en myrart som beskrevs av Wheeler 1914. Leptothorax manni ingår i släktet smalmyror, och familjen myror. Inga underarter finns listade i Catalogue of Life.